# Merton Prolific (manzana)
Merton Prolific es una  variedad cultivar de manzano (Malus domestica).
Variedad de manzana híbrido procedente del cruce Northern Greening x Cox's Orange Pippin. Criado en 1914 por MB Crane en el "John Innes Institute" (Instituto John Innes), Merton, Inglaterra. Fue nombrado en 1947. Recibió un Premio al Mérito de la Royal Horticultural Society en 1950. Las frutas tienen una pulpa blanca cremosa firme, crujiente, tierna con un sabor dulce, sub ácido.

## Historia
'Merton Prolific' es una variedad de manzana híbrido procedente del cruce como Parental-Madre de 'Northern Greening' y que como Parental-Padre el polen procede de una variedad 'Cox's Orange Pippin'. Criado por M.B. Crane en el "John Innes Horticultural Institute", Merton, Surrey Inglaterra (Reino Unido) a principios del siglo XX. Fue nombrado en 1947. Recibió un Premio al Mérito de la Royal Horticultural Society en 1950.
'Merton Prolific' se cultiva en la National Fruit Collection con el número de accesión: 1957-260 y Accession name: Merton Prolific (LA 65A).

## Características
'Merton Prolific' tiene un tiempo de floración que comienza a partir del 5 de mayo con el 10% de floración, para el 10 de mayo tiene una floración completa (80%), y para el 16 de mayo tiene un 90% de caída de pétalos. Presenta vecería.
'Merton Prolific' tiene una talla de fruto medio; forma amplia globosa cónica ocasionalmente con un lado más corto, altura 50.00 mm y anchura 61.00 mm; con nervaduras débiles; epidermis con color de fondo verde, importancia del sobre color medio, con color del sobre color rojo, con sobre color patrón un lavado rojo y un patrón suelto de rayas rojas delgadas y más oscuras que cubren las caras expuestas al sol, la epidermis se vuelve algo grasosa al madurar, "russeting" (pardeamiento áspero superficial que presentan algunas variedades) muy bajo; cáliz grande y parcialmente abierto, ubicado en una cuenca poco profunda; pedúnculo es de longitud media y robusto, colocado en una cavidad profunda y estrecha; carne de color crema pálido, firme y tierna. Sabor dulce y vivaz, afrutado.
Su tiempo de recogida de cosecha se inicia a mediados de octubre. Se conserva bien durante tres meses en cámara frigorífica.

## Usos
Hace una muy buena manzana de consumo de postre fresca en mesa.

## Ploidismo
Diploide, auto estéril. Grupo de polinización: C, Día 11.

## Susceptibilidades
Resistente a la sarna del manzano y al mildiu.